# Razgrom Nemeckich vojsk pod Moskvoj
Razgrom Nemetskikh Voysk Pod Moskvoy (trad. La disfatta delle truppe tedesche vicino a Mosca) è un documentario del 1942, diretto da Ilya Kopalin e Leonid Varlamov vincitore del premio Oscar al miglior documentario.